# Embalse de Peñarrubia
El embalse de Peñarrubia está situado en el curso del río Sil (Confederación Hidrográfica del Miño-Sil), en el límite de las provincia de Orense y la Comarca de El Bierzo, en la provincia de León.